# Mông Tế Nô La
Tế Nô La (giản thể: 细奴逻; phồn thể: 細奴邏; bính âm: Xì Núluó; tiếng Nisu: , /su̠21 ȵe̠33 lo21/; 617-674) là đệ nhất đại chiếu của Mông Xá Chiếu (Nam Chiếu), họ Mông. Năm 649, Trương Nhạc Tiến Cầu thiện nhượng cho Tế Nô La, Tế Nô La tiến hành khai thủy và thi hành chế độ cha truyền con nối. Năm Vĩnh Huy thứ 4 (653), Tế Nô La hướng đến tiến công nhà Đường, Đường Cao Tông phong cho ông là thứ sử Nguy Châu. Năm Vĩnh Huy thứ 5 (654), Mông Huề Chiếu công kích Mông Xá Chiếu, Tế Nô La sai con là La Thịnh đến Đường, nhằm kiếm sự bảo hộ từ phía triều đình nhà Đường. Tổng quản Lý Nghĩa của Diêu Châu đến cứu viện, đánh bại Mông Huề Chiếu. Năm 674, Tế Nô La qua đời, La Thịnh kế vị. Tế Nô La có thụy hiệu là Kì Gia vương, miếu hiệu là Mông Cao Tổ.